# The Fifty-Fifty Girl

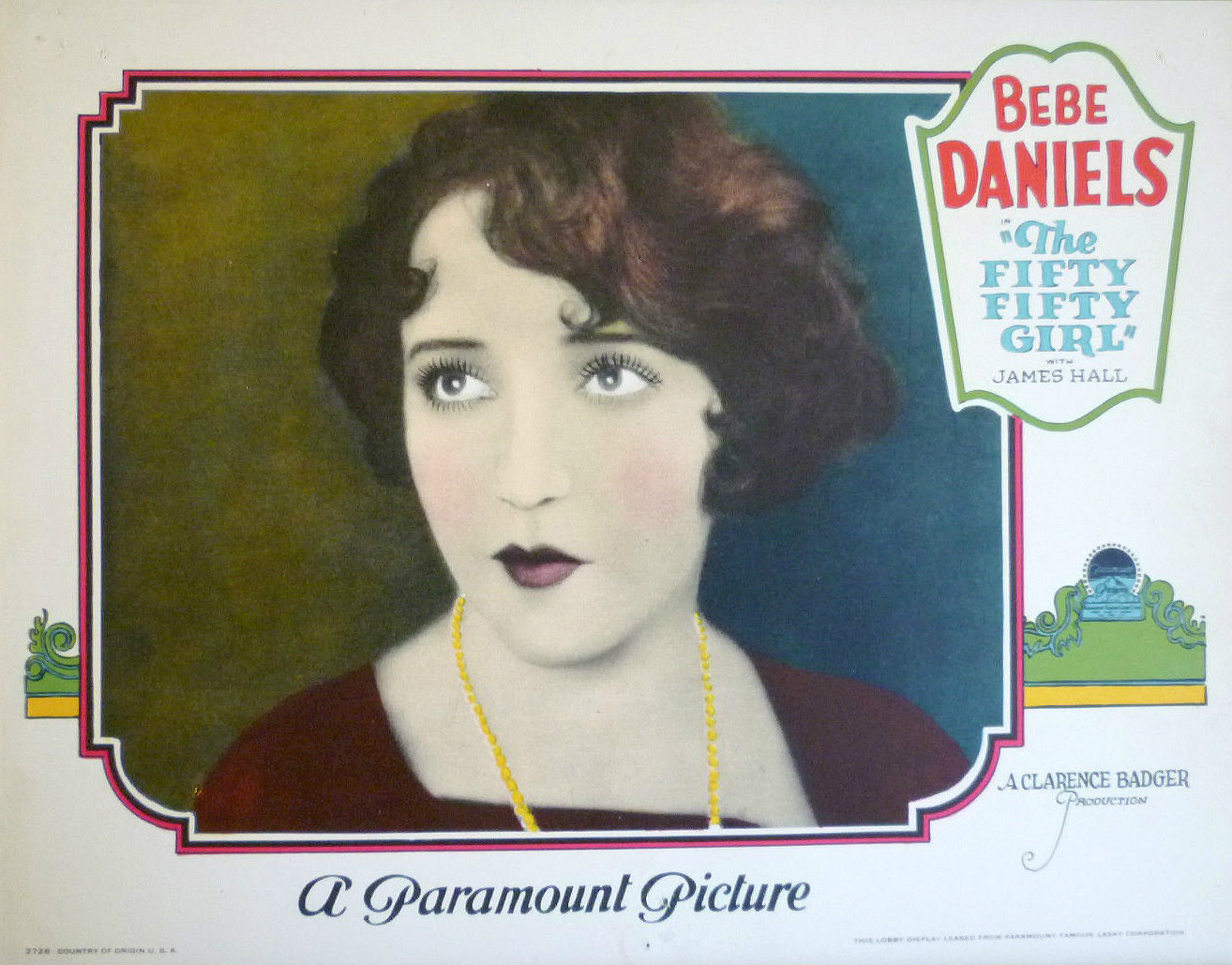
Carte promotionnelle du film

The Fifty-Fifty Girl est un film américain muet réalisé par Clarence G. Badger, sorti en 1928.
Il est considéré comme perdu.

## Fiche technique
- Réalisation : Clarence Badger
- Scénario : Lloyd Corrigan, Ethel Doherty, John McDermott
- Producteurs : Adolph Zukor, Jesse Lasky
- Photographie : J. Roy Hunt
- Distributeur : Paramount Pictures
- Genre : Comédie romantique
- Muet
- Durée : 70 minutes (7 bobines)[2]
- Date de sortie : 12 mai 1928

## Distribution

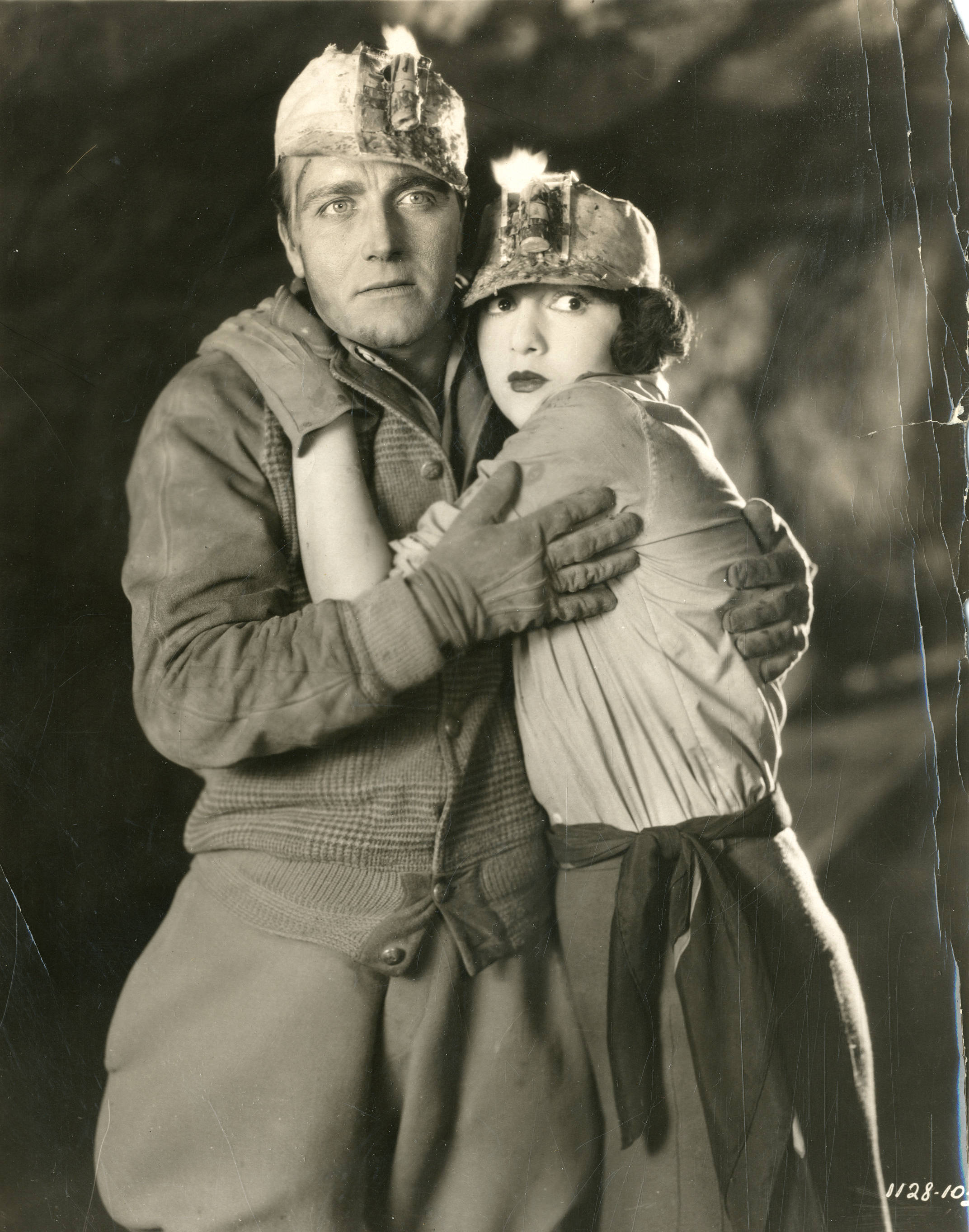
Photo extraite du film.

- Bebe Daniels : Kathleen O'Hara
- James Hall : Jim Donahue
- Harry T. Morey : Arnold Morgan
- William Austin : l'ingénieur
- George Kotsonaros : Buck
- Johnnie Morris : Oscar
- Alfred Allen : l'oncle de Kathleen
- Jack O'Hara